# Staci Greason
Staci Greason (ur. 23 maja 1964 w Evergreen w stanie Kolorado) – amerykańska aktorka.
Od 1989 do 2003 występowała w operze mydlanej Dni naszego życia. Pierwotnie jej bohaterka, Isabella, miała pojawić się tylko w epizodzie. Spotkała się jednak z sympatią widzów i producenci serialu postanowili rozbudować tę postać. W 1992 Greason zagrała m.in. obok Tracy Middendorf w pełnometrażowej wersji telewizyjnej wspomnianej opery mydlanej – filmie fabularnym One Stormy Night.

## Filmografia
- 1999: Potępieniec (Brimstone) jako Melinda Richmond
- 1996: The Goodbye Place jako matka Aarona
- 1995: Goldilocks and the Three Bears jako Sam McKoon
- 1994: Mr. Write jako kobieta w budce telefonicznej
- 1993: Joe's Life jako ciężarna kobieta
- 1992: Likely Suspects jako Charlotte
- 1992: One Stormy Night jako Isabella Beatrice Toscano Black
- 1989–2003: Dni naszego życia (Days of Our Lives) jako Isabella Beatrice Toscano Black
- 1988: Piątek, trzynastego 7: Nowa krew (Friday the 13th Part VII: The New Blood) jako Jane
- 1987: Terror Night jako Kathy